# Johann Georg Graeff
Johann Georg Graeff (John George Graeff), né en 1762 à Mayence, mort le 7 février 1829 à Londres, est un flûtiste et compositeur allemand.

## Biographie
Johann Georg Graeff était le fils d'un haut fonctionnaire dans l'électorat de Mayence. En 1777 il quitte sa ville natale pour la Suisse, ou il vit jusqu’en 1782, après il est accueilli avec grand succès à Paris, ou il rencontre l'Abbé Vogler. À Paris il prend des leçons de composition auprès de Karl Friedrich Abel et en 1791 avec Joseph Haydn à Londres. Graeff dédie à Haydn ses 6 quatuors pour flûte, paru en 1797.
Il collabore dans l'édition du compositeur-pianiste Muzio Clementi et en 1813 il est parmi les 30 membres fondateurs de la « Philharmonic Society ». 
Dans la maison de son ami Samuel Wesley, ils organisent des concerts ou ils présentent au public entre autres régulièrement des œuvres de Mozart, Haydn ou de Jean-Chrétien Bach.
En 1802 il épouse Mary Jordan et est naturalisé anglais le 18 avril 1803,.

## Œuvres (choix)
- 6 Flute Duets, Op.2
- 3 Sonatas, Op.4
- 6 Flute Sonatas, Op.5
- Grand March in  mi-bémol majeur
- Quick March in sol majeur
- Ouverture en Symphonie Op.11
- 3 Duos pour piano à quatre mains Op.12

## Sources
1. ↑  (en) Biographie sur le site de l'édition Trübcher
2. ↑  (en) Mention dans le « Dictionairy of musicians » (1825)